# Do Dong-hyun
Do Dong-hyun (Koreaans: 도동현; Seoel, 19 november 1993) is een Zuid-Koreaans voetballer die bij voorkeur als middenvelder speelt. Sinds 2014 speelt hij in de Indian Super League bij NorthEast United FC.

## Carrière
Do tekende een driejarig contract in de A-League bij Brisbane Roar op 17 juli 2012. Hierdoor werd hij de jongste visumhouder in de A-League.
Op 13 juli 2013 tekende Do een contract bij de J. League Division 2-ploeg FC Gifu.
Do werd op 21 augustus 2014 door NorthEast United FC gedraft. Op 13 oktober maakte hij zijn debuut door in de gewonnen wedstrijd tegen de Kerala Blasters dertien minuten voor tijd in te vallen voor Koke.

## Statistieken
| Seizoen         | Club                |                    | Competitie      | Competitie | Competitie | Beker | Beker | Internationaal | Internationaal | Totaal | Totaal |
| Seizoen         | Club                | Wed.               | Competitie      | Dlp.       | Wed.       | Dlp.  | Wed.  | Dlp.           | Wed.           | Dlp.   |        |
| --------------- | ------------------- | ------------------ | --------------- | ---------- | ---------- | ----- | ----- | -------------- | -------------- | ------ | ------ |
| 2012/13         | Brisbane Roar FC    | Vlag van Australië | A-League        | 3          | 0          | 0     | 0     | –              | –              | 3      | 0      |
| 2013            | FC Gifu             | Vlag van Japan     | J-League 2      | 2          | 0          | 0     | 0     | –              | –              | 2      | 0      |
| 2014            | FC Gifu             | Vlag van Japan     | J-League 2      | 3          | 0          | 0     | 0     | –              | –              | 3      | 0      |
| 2014            | NorthEast United FC | Vlag van India     | ISL             | 5          | 0          | –     | –     | –              | –              | 5      | 0      |
| Carrière totaal | Carrière totaal     | Carrière totaal    | Carrière totaal | 13         | 0          | 0     | 0     | –              | –              | 13     | 0      |

Bijgewerkt t/m 6 november 2014